# Ameur Bouguettaya
Ameur Bouguettaya (en arabe : عامر بوغطاية), né le 21 juillet 1995 à Sidi Bel Abbès, est un footballeur algérien. Il évolue au poste d'avant centre à l'ES Mostaganem.

## Biographie
Il évolue en première division algérienne avec les clubs de l'USM Bel Abbès et de l'ASO Chlef. Il dispute 48 matchs en inscrivant trois buts.